# Avro 652
El Avro 652 fue un avión comercial ligero británico de los años 30 del siglo XX, construido por A.V. Roe and Company. Era un monoplano de ala baja bimotor, con tren de aterrizaje retráctil y rueda de cola. Aunque solo se produjeron dos ejemplares, formó la base del exitoso Avro 652 Anson.

## Diseño y desarrollo
En 1933, Imperial Airways publicó una especificación para Avro, por un avión comercial ligero para transportar cuatro pasajeros, a una distancia de hasta 676 km, y a una velocidad de crucero de 210 km/h. En agosto del mismo año, el equipo de Roy Chadwick había producido un estudio de diseño. Pendiente de ser revisado, Imperial Airways cambió las especificaciones, para permitir que el avión realizase el servicio de correo nocturno Karachi-Bombay-Colombo. El diseño corregido fue aceptado, y, en abril de 1934, se emitió una orden por dos aeronaves. El primer avión voló el 7 de enero de 1935, y el modelo fue certificado en marzo del mismo año.

## Historia operacional
El 11 de marzo de 1935, los dos aviones fueron entregados a Imperial Airways en el Aeropuerto de Croydon. Sirvieron con Imperial Airways, operando principalmente la ruta de Croydon a Brindisi. En 1938, fueron vendidos a Air Service Training Ltd, una compañía civil que operaba contratos para el Ministerio del Aire. Sirvieron con la No.3 E&RFTS (Escuela de Entrenamiento de Vuelo Elemental y de la Reserva) como entrenadores de navegación, en el aeródromo de Hamble-le-Rice. En noviembre de 1939, ambos aviones fueron transferidos a la No. 11 AONS (Escuela de Navegación de Observadores Aéreos), permaneciendo en Hamble. En marzo de 1941, fueron requisados por el Ministerio del Aire y puestos en servicio con la RAF en la No. 1 School of Photography. En julio del mismo año, fueron transferidos al Arma Aérea de la Flota, y sirvieron con el 811 Squadron en la RNAS Lee-on-Solent (HMS Daedalus), hasta que fueron dados de baja en marzo de 1942.

### Aeronaves
G-ACRM
Imperial Airways, bautizada Avalon, más tarde al Arma Aérea de la Flota con la matrícula DG655.
G-ACRN
Imperial Airways, bautizada Avatar, luego Ava, y más tarde al Arma Aérea de la Flota con la matrícula DG656.

## Operadores
Reino Unido
- Air Service Training
- Imperial Airways
- Real Fuerza Aérea británica
- Arma Aérea de la Flota

## Especificaciones
Referencia datos: Flight 7 March 1935

### Características generales
- Tripulación: Dos
- Capacidad: Cuatro pasajeros
- Longitud: 12,9 m (42,3 ft)
- Envergadura: 17,2 m (56,5 ft)
- Altura: 2,9 m (9,5 ft)
- Superficie alar: 38 m² (409 ft²)
- Peso vacío: 2313 kg (5097,9 lb)
- Peso cargado: 3402 kg (7498 lb)
- Planta motriz: 2× motor radial de siete cilindros refrigerado por aire Armstrong Siddeley Cheetah VI.
  - Potencia: 220 kW (303 HP; 299 CV) cada uno.

### Rendimiento
- Velocidad máxima operativa (Vno): 314 km/h (195 MPH; 170 kt) a 1800 m (6000 pies)
- Velocidad crucero (Vc): 266 km/h (165 MPH; 144 kt) a 1800 m (6000 pies)
- Velocidad de entrada en pérdida (Vs): 97 km/h (60 MPH; 52 kt)
- Alcance: 1267 km (684 nmi; 787 mi)
- Techo de vuelo: 6600 m (21 654 ft)
- Régimen de ascenso: 4,8 m/s (945 ft/min)

## Aeronaves relacionadas

### Desarrollos relacionados
- Avro 652 Anson

### Aeronaves similares
- Airspeed Envoy
- Bristol 142
- Percival Q.6

### Secuencias de designación
- Secuencia Numérica (interna de Avro): ← 642 - 643 - 646 - 652 - 654 - 661 - 667 →